# Семанюк Василь Васильович
Васи́ль Васи́льович Семаню́к (*11 листопада 1979, с. Нижня Велесниця, Коломийський район, Івано-Франківська область, Українська РСР — †29 травня 2014, м. Слов'янськ, Донецька область, Україна) — український правоохоронець, спецпризначенець, старший лейтенант міліції.

## Біографія
Василь Семанюк народився 11 листопада 1979 року в селі Нижня Велесниця на Коломийщині, був середнім з трьох дітей у родині. Закінчив початкову школу села Нижня Велесниця, у 1996 році — загальноосвітню школу сусіднього села Виноград. Здобув професію «столяр з виробництва художніх меблів» у Вищому художньому професійному училищі № 3 міста Івано-Франківська. Опанував різьбу по дереву, про що мріяв з дитинства. Цей фах залишився його захопленням — чимало меблів у нього вдома він зробив власноруч.
З 16 грудня 1997 по 11 червня 1999 проходив строкову військову службу в Криму, у 1-ій окремій бригаді морської піхоти Військово-Морських Сил Збройних Сил України, село Краснокам'янка (Феодосія-13). Брав участь у спільних навчаннях з морськими піхотинцями США, стрибав із парашутом, досконало оволодів зброєю, прийомами рукопашного бою, навичками виживання в екстремальних умовах. Після звільнення в запас обрав професію правоохоронця.
З жовтня 2000 року проходив службу в органах внутрішніх справ. Закінчив Чернівецьке училище професійної підготовки працівників міліції. 2001 року одружився.
В березні 2001 у званні старшого сержанта розпочав службу в окремій роті міліції швидкого реагування «Беркут» Управління Міністерства внутрішніх справ України в Івано-Франківській області на посадах міліціонера і міліціонера-водія. У 2010 році заочно закінчив Приватний вищий навчальний заклад «Галицька академія» міста Івано-Франківська, того ж року призначений на посаду інспектора — чергового чергової частини.
З березня 2014, після розформування «Беркута», — черговий чергової частини спеціальної роти міліції УМВС України в Івано-Франківській області. З квітня брав участь в антитерористичній операції на сході України.
29 травня 2014 року Василь Семанюк разом з іншими бійцями івано-франківської спецроти міліції мав повертатись із зони проведення АТО на відпочинок. Близько 12:30, гелікоптер Мі-8МТ (борт «16») Національної гвардії України, на борту якого перебували прикарпатські правоохоронці, після злету з майданчику на горі Карачун, був обстріляний із лісосмуги та підбитий терористами з ПЗРК. Під час падіння вибухнули паливні баки. В результаті події загинуло 12 чоловік: шість військовослужбовців Національної гвардії, серед яких двоє членів екіпажу і генерал-майор Сергій Кульчицький, та шість представників спецпідрозділу МВС України з Прикарпаття: старші лейтенанти міліції Василь Семанюк і Петро Безпалько, старший прапорщик Володимир Шарабуряк, прапорщик Володимир Лисенчук, старший сержант Віктор Яков'як і старшина Петро Остап'юк. Вижив лише штурман екіпажу Олександр Макеєнко, який впав на дерева до падіння вертольоту.
1 червня в Івано-Франківську прощались із загиблими правоохоронцями, на громадянську панахиду прийшли кілька тисяч іванофранквців, весь особовий склад прикарпатської міліції, керівництво міста та області. 2 червня Василя Семанюка, Петра Безпалька і Володимира Шарабуряка поховали на території Меморіального скверу міста Івано-Франківська неподалік від могили Героя Небесної сотні Романа Гурика.
У рідному селі залишились батьки Василь Прокопович та Оксана Дмитрівна, в Івано-Франківську — дружина Анна Мирославівна та 10-річна донька Анастасія.

## Нагороди
20 червня 2014 року, за особисту мужність і героїзм, виявлені у захисті державного суверенітету та територіальної цілісності України, вірність військовій присязі та незламність духу, нагороджений орденом «За мужність» I ступеня (посмертно).

## Вшанування пам'яті
- 14 листопада 2014 року на Донеччині поблизу Слов'янська було урочисто відкрито і освячено перший меморіал жертвам «неоголошеної війни» на сході Україні — пам'ятний хрест, встановлений неподалік від місця, де впав збитий терористами вертоліт Мі-8МТ.[8]
- 16 лютого 2015 року в Івано-Франківську, в рамках програми «Івано-Франківськ — місто героїв», на фасаді ВХПТУ № 3, де навчався Василь Семанюк, відкрили анотаційну дошку на його честь[9].
- 11 листопада 2016 року в рідному селі Нижня Велесниця відкрили та освятили пам'ятний знак на честь Василя Семанюка[10].